# Casandria sinuilinea
Casandria sinuilinea là một loài bướm đêm trong họ Noctuidae.